# トヨタ・コンフォート

コンフォート（COMFORT）は、トヨタ自動車が生産していたセダン型の商用車、ならびに香港市場で販売されるワゴン型商用車である。
初代はタクシーや教習車として、2代目はタクシーとして用いることを前提に開発された。
製造は初代および2020年（令和2年）12月までの2代目はトヨタグループのトヨタ自動車東日本東富士工場（旧関東自動車工業東富士工場、静岡県裾野市）、翌年の2021年（令和3年）1月以降の2代目はトヨタ自動車東日本宮城大衡工場（旧セントラル自動車宮城工場、宮城県黒川郡大衡村）。
本項では初代をベースにしたコンプリートモデルの『コンフォート GT-Zスーパーチャージャー』についても記述する。

## 初代 XS10型（1995年 - 2018年）

### 概要
1995年（平成7年）12月にトヨタ自社ブランドの小型タクシー専用車として、中型タクシー専用車の姉妹車のクラウンコンフォートとともに発売された。クラウンコンフォートはコンフォートよりホイールベースを105mm長くし、中型タクシーの基準に合致させている。
競合となっていた日産・クルーが2009年6月をもって生産終了したため、以降は国内メーカー唯一の小型タクシー専用車となった。また、2014年9月をもって競合となっていた日産・セドリック営業車が生産終了（同年11月販売終了）したため、2017年5月に販売を終了するまで日本国内で新車購入可能なセダンタイプのタクシー専用車はコンフォートとその姉妹車のみとなっていた。
ベースはX80系マークIIセダンであり、サスペンションも80系マークIIの下位グレードと共通の、フロント・ストラット、リアリンクリジッドとなっている。
型式は XS11(Y)/TSS11(Y)で、搭載エンジンは、3Y-PE/4S-FE/2L-TE/1TR-FPE、マイナーチェンジ後の XS13Y/TSS13Yでは、3S-FE/1TR-FEとなっているが、クラウンコンフォートとは異なり、直6の1G系の設定はない。教習車は型式の最後にYが付く。FR方式で後席の寸法と後部ラゲージルームの容積を大きくとり、無線機や料金メーターなどのタクシー業務用機器取り付けスペースを設けるなど、完全にタクシー向けに特化された設計である。なお、同社が最初からタクシー専用に開発された車種としては1955年1月から1956年11月まで販売されていたトヨペット・マスター以来、40年ぶりとなる。
日産・クルーとは異なり、Bピラーの位置は左右対称（左右のドアの大きさは同じ）である。
バンパーはフロント・リアとも上下2分割式となっており、修理性に配慮されている。
小型タクシー専用のセダン型商用車として設計・開発された車種ではあるが、ガソリンエンジン、LPGエンジンに関わらず、タクシー、教習車とも一般の個人客でもディーラーで購入が可能であった。
おおむね20年にわたって生産されていたが、平成30年から厳格化される歩行者保護の安全基準に適合しないため、それまでに生産を終了することになった。

### トランスミッション
トランスミッションはタクシー仕様・教習車仕様ともに5速MTと4速ATを設定。コンフォート、クラウンコンフォート、クラウンセダンシリーズ（XS1x系）の中でガソリンエンジンとMTの組み合わせがあるのは教習車だけである｡

### グレード
グレードは、タクシー仕様が法人タクシー向けのスタンダード、スタンダードデラックスパッケージ、個人タクシー向けのSG、SGエクストラパッケージの四種で、教習車仕様はデラックスのみ。
SGエクストラパッケージはSGに統合される形で2001年に廃止された。

### 年表
- 1995年12月 - タクシー仕様発売開始。搭載エンジンは排気量2,000ccのLPGエンジン（3Y-PE）、2,400ccディーゼルターボ（2L-TE）。
- 1996年4月 - 教習車仕様発売開始。搭載エンジンは上述の2機種に加え、1,800ccガソリンエンジンの4S-FEを設定。
- 1997年1月 - 一部改良。エアバッグ装着車はステアリングホイールの形状が変更され、SGエクストラパッケージを追加。
- 1999年1月 - ディーゼル車を除き平成10年アイドリング規制適合。SG系に15インチスチールホイールと195/65R15タイヤをオプション設定。
- 1999年8月 - ディーゼルエンジン2L-TE廃止[注 2]。
- 2000年1月 - 衝突安全ボディGOA採用。タクシー仕様にグッドケアセレクションがオプション設定される。エアバッグ装着車はステアリングホイールのデザインが変更され、生産終了まで同一形状が採用された。
- 2001年8月 - 教習車のガソリンエンジンを2,000ccの3S-FEに変更。ガソリン、LPG車は平成12年排出ガス25%減で良-低排出ガス認定（☆）を受け、排ガス記号がTA-に変更される。エアコンが標準装備（レス設定あり）され、オドメーターとトリップメーターが液晶化された。ドアミラーは形状が変更され、SGエクストラパッケージを廃止。シフトレバーが“N”または“P”の位置で自動的にアイドリングストップをする“TOYOTA STOP AND GO SYSTEM”がタクシー仕様AT車にオプション設定。
- 2002年10月 - 一部改良。ABSと運転席エアバッグ（教習車は運転席、助手席）が標準装備された（エアバッグはレス設定あり）。
- 2003年6月〜11月 - GT-Zスーパーチャージャー限定受注生産。
- 2004年6月 - 一部改良。LPG車が平成17年排出ガス規制適合、サイドターンシグナル（初代bBの流用）、LEDハイマウントストップランプ、UVカットガラスが装備された。フォグランプがイエローレンズからクラウンセダンと同一のクリアレンズに変更され、教習車仕様はオプションのファブリックシートがセミファブリックからフルファブリックに変更された。
- 2007年10月 - 一部改良。教習車仕様のガソリンエンジンが3S-FEから1TR-FEに変更され、U-LEV認定を取得。型式はTSS13Y。
- 2008年8月21日 - マイナーチェンジ[1]によってLPG車用エンジンがガスミキサー方式の3Y-PE型から、ガス液体噴射方式の1TR-FPE型（1TR-FE型のLPG仕様）に変更され、エンジン出力及び環境性能（平成22年度燃費基準達成）が向上した。ガソリン車用エンジンは1TR-FE型をキャリーオーバーした。AT車は電子制御化された。タイヤサイズは全車14インチ（175/80R14）から15インチ（195/65R15）に変更され[注 3][注 4]、全高も10mm高くなった。また、“TOYOTA STOP AND GO SYSTEM”がタクシー仕様AT車に標準装備された。なお、2008年7月モデル以前の4気筒のLPGエンジン搭載車としては姉妹車のクラウンセダン/クラウンコンフォート共々国産乗用車として最後までOHVエンジンを搭載した車種でもあった[注 5]。
- 2010年11月 - 一部改良。LPG燃料冷却装置を設定。1TR-FPE型エンジンの最高出力が116PSから113PSにダウンし、シガーライターが電源ソケットに変更され、ドアサッシュのブラックアウト処理が塗装からテープに変更された。
- 2012年7月2日 - 一部改良。全車にプラズマクラスターを採用し、リア中央席に3点式シートベルトを、リア左右席にISOFIX対応チャイルドシート固定専用バーなどを標準装備した。また、ヘッドレストが大型化された。
- 2013年10月28日 - 一部改良。新たにVSC&TRCを標準装備して安全性能を強化し、スピードメーター&タコメーターにメーター照度コントロール機能を追加した（コンフォートでは従来、上位グレードの「SG」とコンフォート教習車にそれぞれタコメーターが標準装備されていたが、今回、廉価グレードの「スタンダード」にもタコメーターが装備され、これに伴いメーターパネル左のタコグラフ取付スペースは廃止された）[2]。同時に、キーリマインダー（抜き忘れ警告音）は初期型より続いたチャイム音からブザー音へ変更されている。
- 2017年5月25日 - 受注受付終了、同時にホームページへの掲載を終了。受注した分と在庫保有分を2018年1月まで生産した[3]。尤も、トヨタから発売される市販モデルとしてのセダン型小型タクシーは姉妹車のクラウンセダン・クラウンコンフォートと共に姿を消すこととなった[注 6]。

補足
- 後継車種として、タクシー用に新規開発された小型トールワゴンのジャパンタクシーが2017年10月に、既存の2代目カローラアクシオの同型車種となる教習車用のトヨタ教習車が2018年2月にそれぞれ販売開始された。

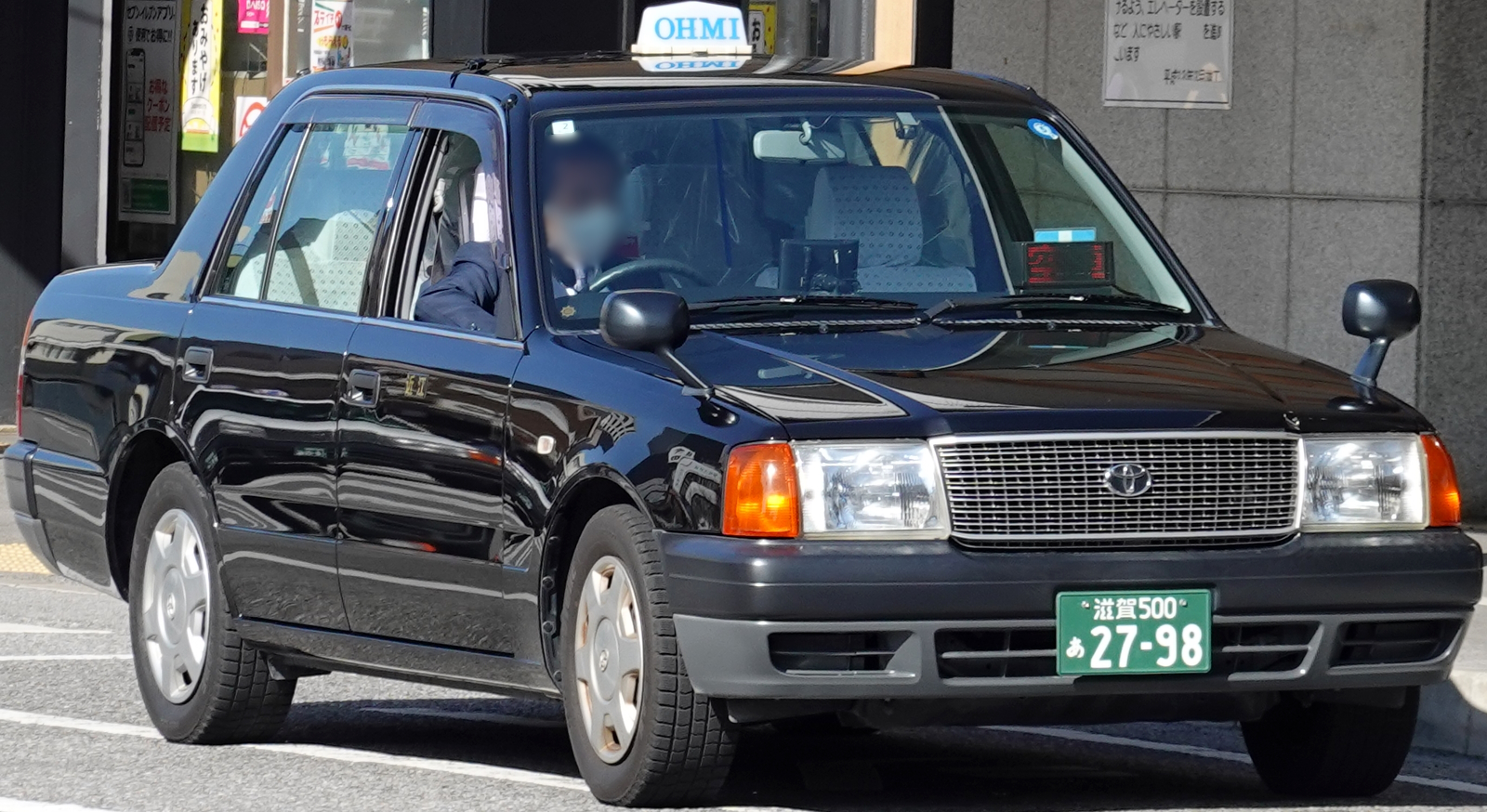
タクシー仕様 （スタンダード） 2012-2018年型
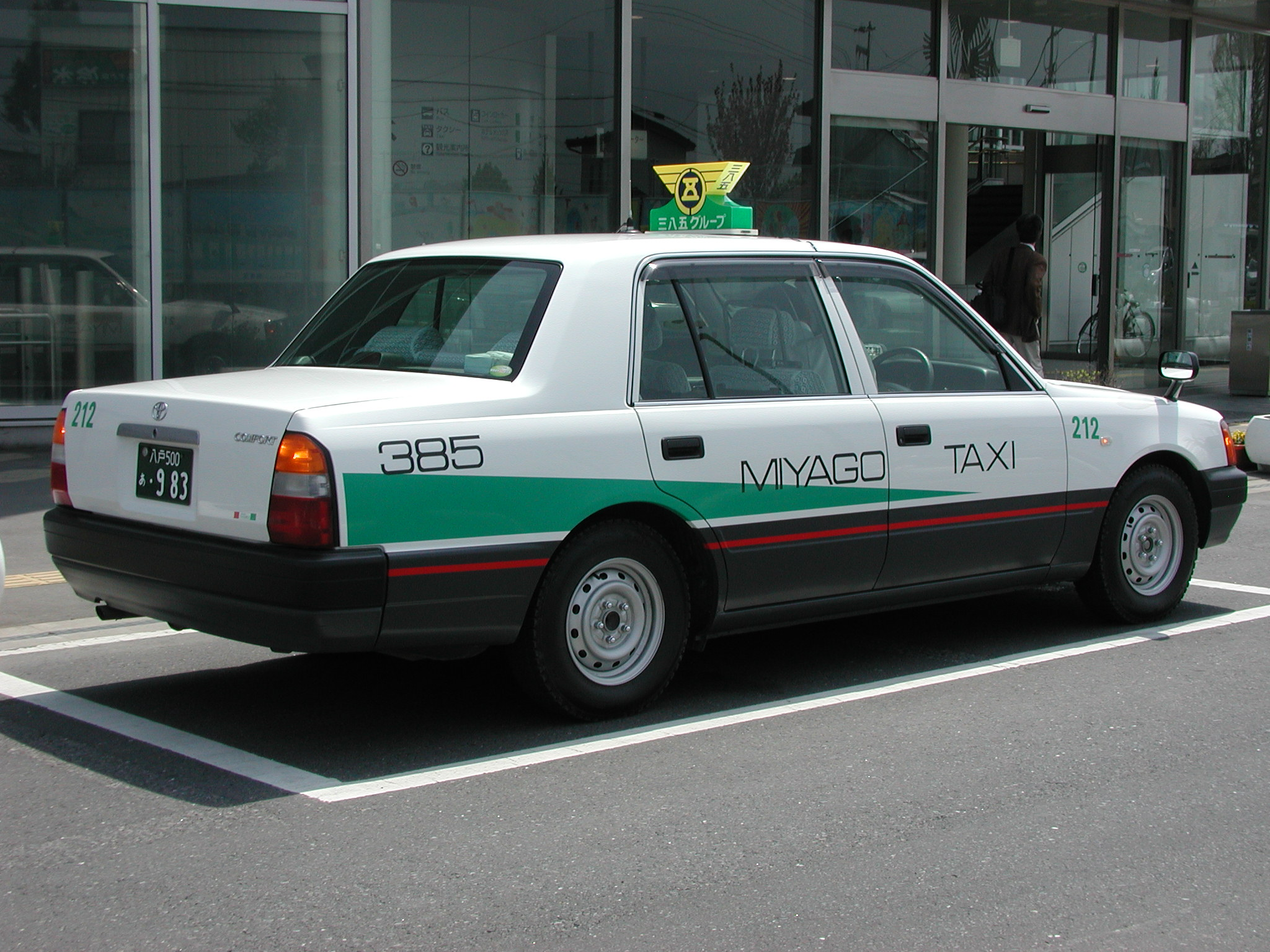
タクシー仕様 （スタンダード）リア 2004-2008年型
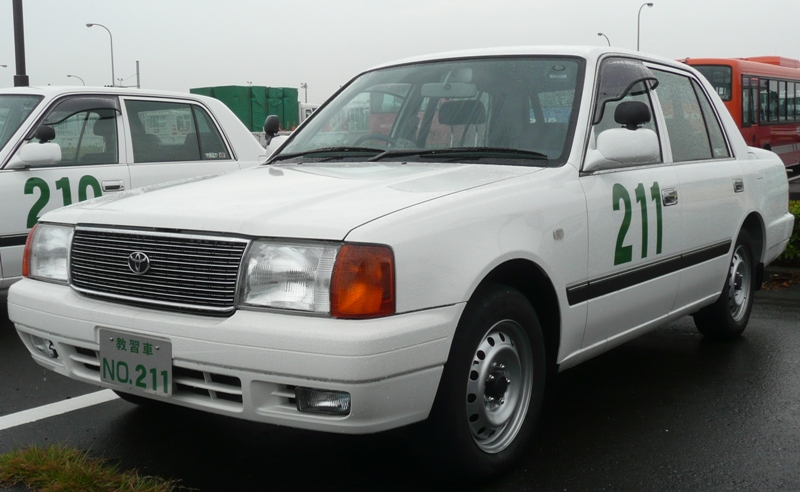
教習車 2007-2012年型
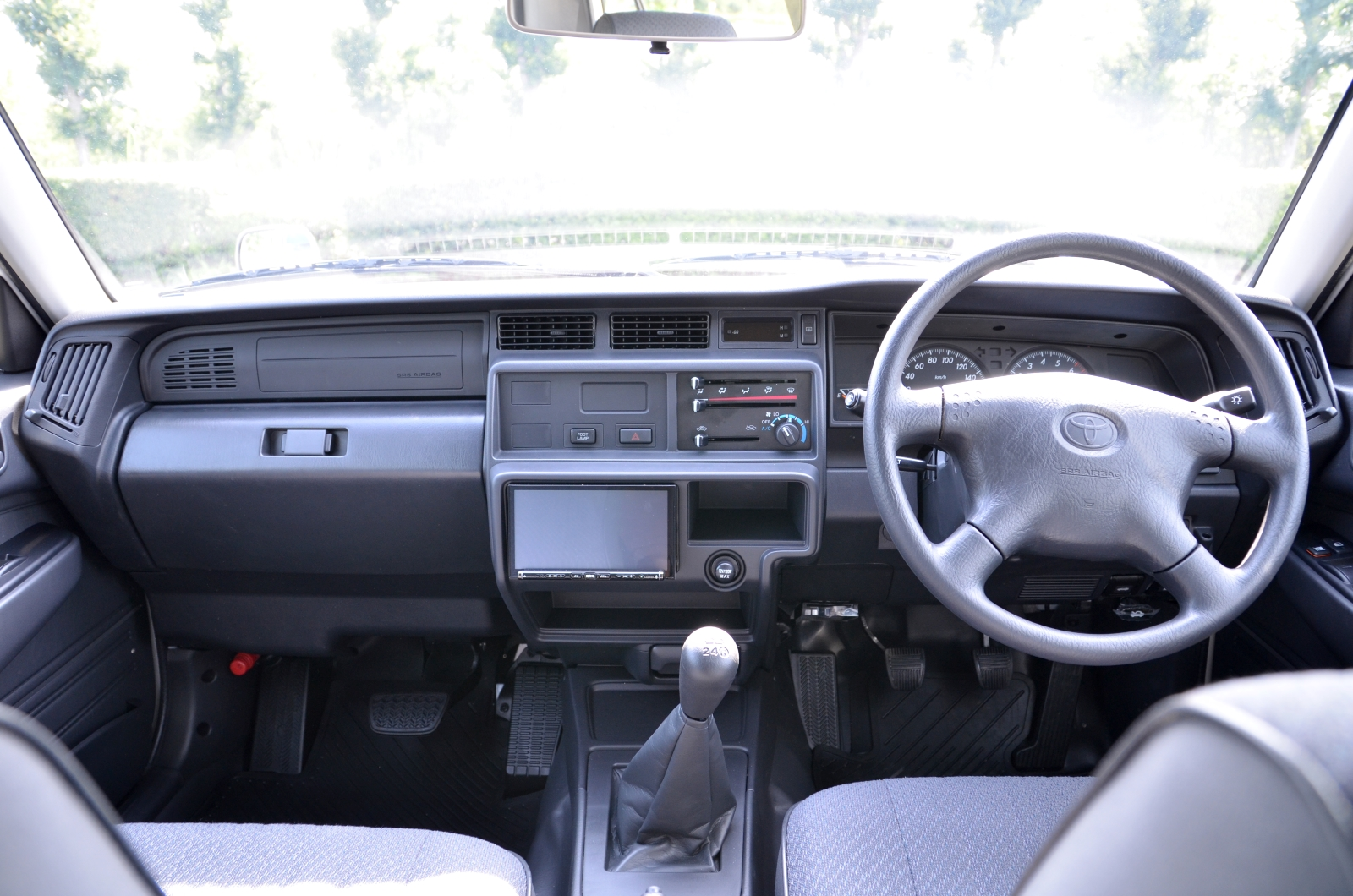
車内（教習車）

### コンフォートGT-Zスーパーチャージャー

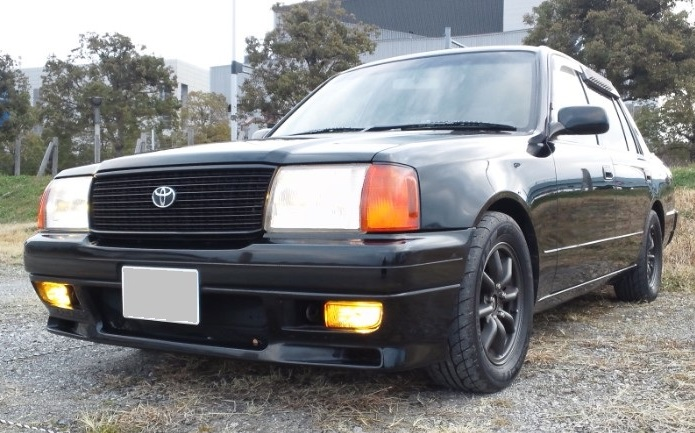
GT-Zスーパーチャージャー

トヨタテクノクラフトがコンフォート教習車(2,000ccガソリン・SXS13Y)をベースに製作したコンプリートカーで、2002年（平成14年）に先行試作車が1台製造され、翌2003年（平成15年）7月から2004年（平成16年）2月にかけて市販車が59台製造された。
2003年（平成15年）の東京オートサロンで「チューニングカー部門 優秀賞」を受賞し、同年6月24日から11月17日まで、東京都・千葉県・埼玉県・神奈川県のトヨペット店で受注販売された。価格は227.0万円 - 291.8万円。
ベースとなるのは3S-FE型 直列4気筒DOHCエンジン（ハイメカツインカム）で、これに小倉クラッチ製ルーツブロワー式スーパーチャージャーTX07を組み合わせ、使用燃料をプレミアムガソリンとすることにより、最大0.3kgf/cm2の過給圧で実出力118kW(160PS)/6,100rpm、トルク221Nm(22.5kgm)/3,300rpmを得ている。
これはノーマル比26%のパワーアップ（ノーマルはカタログ上96kW〈130PS〉/5,600rpm、181Nm〈18.5kgm〉/4,400rpm）で、3S-GE型エンジンを縦置き搭載するアルテッツァRS（SXE10）（カタログ上 154.4kW〈210PS〉/7,600rpm、215.7Nm〈22.0kgm〉/6,400rpm）よりも低速側にトルクバンドを広げ、エンジンよりシャシ性能がはるかに勝っている標準車に対し、トータルでの扱いやすさと、モアパワーを狙ったチューニングとなっている。車両重量は1,300kg（総重量1,575kg）、パワーウエイトレシオは 8.13（9.84）kg/PSである。スピードリミッターを無効にしたサーキット走行で、204km/hという最高速度を記録している。
その他、専用のブレーキパッド（フロント）&ブレーキシュー（リア）、フロントスポイラー、ブラックアウトされたウレタン風FRP製リアスポイラー、専用マフラーが奢られているほか、標準でRSワタナベ製のエイトスポークアルミホイールとブリヂストン製「POTENZA GIII」（前：205/60R15、後：215/60R15）が装備されている。全体的にクロームを廃した外観や
トランクリッド左についているエンブレム も1980年代のスポーツセダンテイストを醸し出している。車高は純正比マイナス30mmとし、日常での使い勝手も考慮したダウン量となっている。
メーカーオプションとして、大森計器製の電気式3連メーター（過給圧・油圧・油温）、TRD製強化クラッチ、LSD（TRDまたはゼクセル製）、前席TRDセミバケットシート、TRDエアバッグ付ステアリング・シフトノブなどの装備があった。
ハザードスイッチは本来教習車仕様に装備される位置に3連メーターが装備されるため、タクシー仕様同様ウインカーレバー先端に装備される。

### D1仕様
2004年チューニングショップOKUYAMAの手によって､トヨタテクノクラフトが調達した3台の中古1800教習車（SXS11Y）をうち2台を使用して製作（残り1台は部品取り）、エンジンを3S-GTEに換装、Do-Luckのエアロパーツにガルウィングドア装着のドリフト仕様のコンフォートが登場し、各イベントで走行された｡その後D1グランプリに出る機会を逃したままガレージに眠っていたところ、2006年D1グランプリ参戦中のAPPレーシングの2号車としてOKUYAMAにて再度大改造ののち2006D1グランプリの国内ラウンドに参戦することになった。その際にオーバーフェンダー装着、規定に合わせてガルウィングを撤去。同年第3戦富士では追走ベスト16進出を果たした。

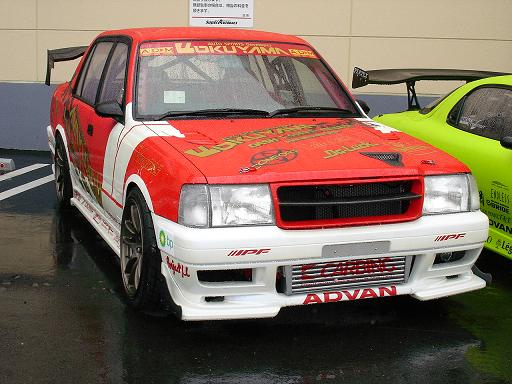
D1仕様(2004年)
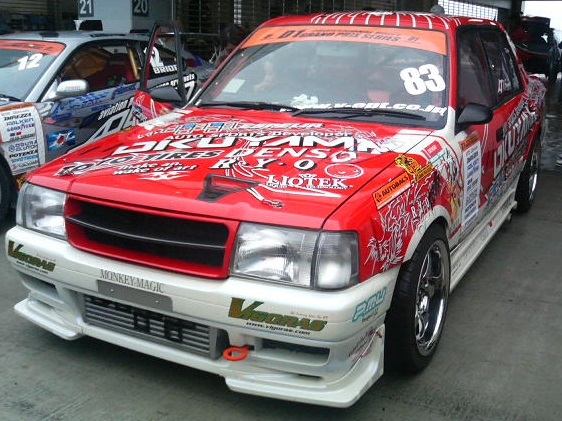
D1仕様・改修後(2006年D1GP富士戦)

## 2代目 NTP10R型（2018年-  ）
トヨタ・ジャパンタクシーの香港・マカオ向け仕様として、「コンフォート」の名が継承されることになった。
外装の仕様はジャパンタクシーの「和（なごみ）」グレード（標準グレード）、内装の仕様は同「匠（たくみ）」グレード（上級グレード）にほぼ準拠するが、エンブレムが「JPN TAXI」から「COMFORT」に差し替えられることはもとより、ステアリングホイールにシルバー加飾がない、アウトサイド/インサイドドアハンドルとフェンダーミラー、リヤゲートフィニッシャーがめっきである等、ジャパンタクシーとは細かい部分が異なる。また、コンフォートは「匠」にオプション設定される15インチアルミホイールを標準装備する反面、Bi-BEAM LEDヘッドライトはオプションでも設定されない。
尚、フェンダーミラーについては、ジャパンタクシーと同様、この2代目コンフォートにおいてもそのまま採用されている。
2024年3月現在では車名が『TAXI』に変更されており、『コンフォート』の車名は使用されていない。

## 取扱ディーラー

### 初代
T140系コロナセダン（タクシー仕様）、X80系マークIIセダン（タクシー及び教習車仕様）の後継車種として発売された名残でトヨペット店での取扱である。ただし大阪地区では2006年8月7日まで、旧・大阪トヨタ（現・大阪トヨペット）での取扱い、また東京地区では、教習車仕様に限り東京トヨタ・東京トヨペットにて併売されている。
2004年4月以前は教習車仕様に限り、ネッツ店、ビスタ店（チェイサー/クレスタ両車の教習車仕様取扱いの名残）でも取扱されていたが、両店の統合に伴いネッツ店での教習車仕様の取扱が廃止されている。